# Grünholzfraktur

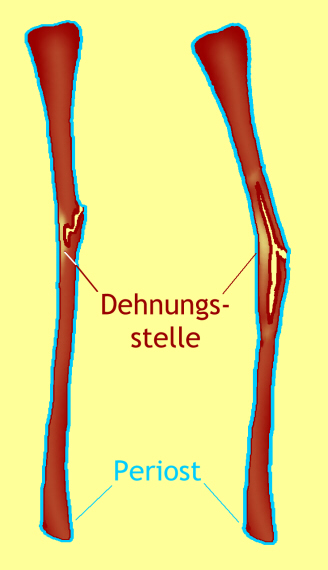
Einfache (links) und gespaltene Grünholzfraktur

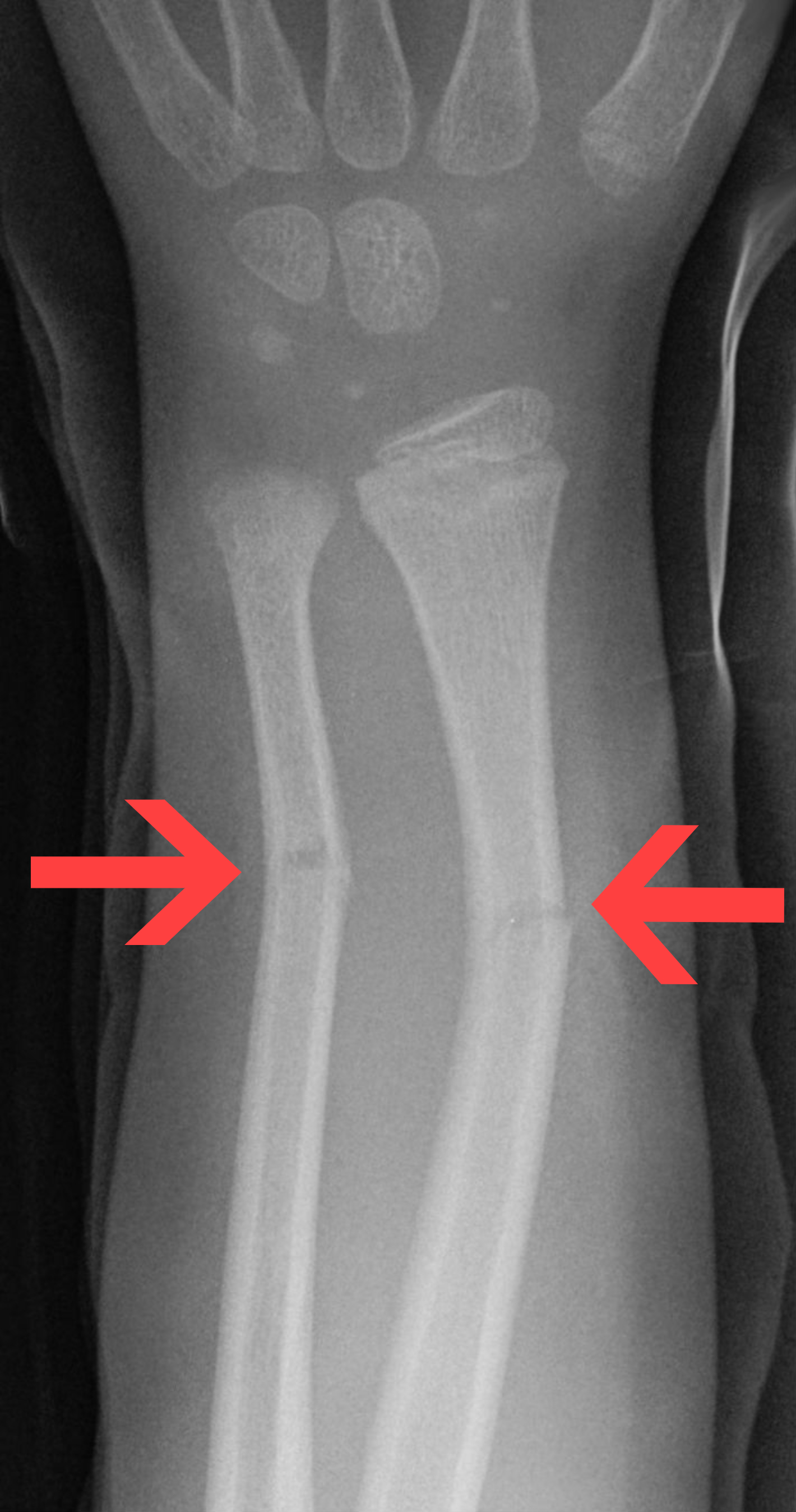
Grünholzfraktur von Elle und Speiche (Unterarmfraktur) im Röntgenbild.

Eine Grünholzfraktur (so benannt nach dem Knickverhalten von grünem, weichem Holz) ist ein unvollständiger Knochenbruch, bei dem die umhüllende elastische Knochenhaut (Periost) erhalten bleibt oder lediglich an der Konvexseite einreißt. Es handelt sich dabei um einen Biegungsbruch.
Diese erstmals von Soranos von Ephesos im 1. Jahrhundert beschriebene Frakturart kommt vor allem bei den langen Röhrenknochen (Arm- und Beinknochen) noch im Wachstum befindlicher Kinder und Jugendlicher vor, da deren Knochensubstanz noch nicht vollständig ausgehärtet ist. Bei 25 % der Unterarmschaftfrakturen im Kindesalter handelt es sich um Grünholzfrakturen.
Ein Teil des Knochens kann dabei der Krafteinwirkung durch elastische Verformung nachgeben, während ein anderer Teil (meistens der knick-außenliegende, siehe Abb.) aufgrund der größeren Dehnungsbelastung bricht, wobei sich der Knochen im Bereich zwischen gedehntem und gebrochenem Teil längs spalten kann.
Bleibt die Knochenhaut unversehrt (subperiostale Fraktur) verschieben sich die Bruchteile nicht gegeneinander, was meistens zu einem günstigen Heilungsverlauf führt.
Die Behandlung der Grünholzfraktur mit Achsenfehler verlangt entweder das Brechen der Gegenkortikalis, um die Fraktur in einen spannungsfreien Zustand zu überführen, oder aber die zuverlässige Kompression der konvexen Seite wird gewährleistet. Mit letzterer Maßnahme kann eine primär stabile Fraktur allerdings in eine instabile Fraktur überführt werden, woraus eine Indikation zur operativen Therapie resultiert.